# 城陽市立今池小学校
城陽市立今池小学校（じょうようしりつ いまいけしょうがっこう）は、京都府城陽市寺田にある公立小学校。

## 概要
城陽市南西部を校区とする小学校である。寺田小学校、富野小学校から分離・開校した。

## 沿革
- 1972年（昭和47年）4月 - 城陽町立今池小学校開校
- 1972年（昭和47年）5月 - 市制施行に伴い城陽市立今池小学校へ名称変更
- 1979年（昭和54年）4月 - 城陽市立寺田西小学校を分離、富野小学校の校区の一部を編入
- 1981年（昭和56年）4月 - 障害児学級を新設
- 1985年（昭和60年）12月 - 学校環境緑化を推進
- 1990年（平成2年）9月 - 南校舎（内部）の大規模改造工事完成
- 1991年（平成3年）8月 - 南校舎（外部）の大規模改造工事完成
- 1994年（平成6年）12月 - 温蔵庫を設置
- 1996年（平成8年）8月 - 北校舎の大規模改造（内部）工事が完成
- 1998年（平成10年）4月 - 焼却炉廃止に伴いシュレッダー設置
- 2007年（平成19年）4月 - AED（自動体外式除細動器）を設置
- 2007年（平成19年）11月 - 体育館大規模改造工事が完成
- 2008年（平成20年）3月 - コンピュータ教室の機器更新及び増設完了
- 2011年（平成23年）11月 - 南校舎耐震補強工事が終了
- 2017年5月 - エアコン設置工事が竣工

## 主なデータ
- 敷地面積：17,857㎡（市立小学校第1位）
- グラウンド面積：7,724㎡（市立小学校第3位）

## 主な進学先
- 城陽市立西城陽中学校

## 交通
- 近鉄京都線 富野荘駅下車 北へ約600m

## 校区が隣接している学校
- 城陽市立寺田西小学校
- 城陽市立寺田南小学校
- 城陽市立富野小学校
- 京田辺市立田辺小学校
- 京田辺市立薪小学校
- 京田辺市立大住小学校